# لا فيريا
لا فيريا (بالإنجليزية: La Feria, Texas)‏ هي مدينة تقع بولاية تكساس في شمال شرق الولايات المتحدة. تبلغ مساحة هذه المدينة 5.2 (كم²)، وترتفع عن سطح البحر 17 م، بلغ عدد سكانها 7302 نسمة في عام 2010 حسب إحصاء مكتب تعداد الولايات المتحدة وتصل الكثافة السكانية فيها 1187.3 نسمة/كم2.

## التركيبة السكانية
حدّد مكتب تعداد الولايات المتحدة بيانات التركيبة السكانية للا فيريا في تعداد الولايات المتحدة. في ما يلي، التركيبة السكانية حسب تعدادي 2000 و2010.

### تعداد عام 2000
بلغ عدد سكان لا فيريا 6,115 نسمة بحسب تعداد عام 2000، وبلغ عدد الأسر 2,021 أسرة وعدد العائلات 1,621 عائلة مقيمة في المدينة. في حين سجلت الكثافة السكانية 536.4 نسمة لكل كيلومتر مربع (1,389.3/ميل2). وبلغ عدد الوحدات السكنية 2,895 وحدة بمتوسط كثافة قدره 253.9 لكل كيلومتر مربع (657.6/ميل2).
وتوزع التركيب العرقي للمدينة بنسبة 74.91% من البيض و0.26% من الأمريكيين الأفارقة و0.43% من الأمريكيين الأصليين و0.33% من الأمريكيين ذوي الأصول الآسيوية و0.07% من سكان جزر المحيط الهادئ و20.69% من الأعراق الأخرى و3.32% من عرقين مختلطين أو أكثر و77.45% من الهسبانيون أو اللاتينيون من أي عرق.
بلغ عدد الأسر 2,021 أسرة كانت نسبة 41.9% منها لديها أطفال تحت سن الثامنة عشر تعيش معهم، وبلغت نسبة الأزواج القاطنين مع بعضهم البعض 58.4% من أصل المجموع الكلي للأسر، ونسبة 18.6% من الأسر كان لديها معيلات من الإناث دون وجود شريك، بينما كانت نسبة 3.3% من الأسر لديها معيلون من الذكور دون وجود شريكة وكانت نسبة 19.8% من غير العائلات. تألفت نسبة 17.4% من أصل جميع الأسر من عدة أفراد يعيشون في نفس المنزل ونسبة 11.4% كانت تتألف من شخص يعيش بمفرده يبلغ من العمر 65 عاماً أو أكثر. وبلغ متوسط حجم الأسرة المعيشية 3.03، أما متوسط حجم العائلات فبلغ 3.44.
بلغ العمر الوسطي للسكان 34.5 عاماً. وكانت نسبة 30.6% من القاطنين تحت سن الثامنة عشر، وكانت نسبة 9.6% بين الثامنة عشر والرابعة والعشرين عاماً، ونسبة 22.4% كانت واقعةً في الفئة العمرية ما بين الخامسة والعشرين والرابعة والأربعين عاماً، ونسبة 18.6% كانت ما بين الخامسة والأربعين والرابعة والستين، ونسبة 18.9% كانت ضمن فئة الخامسة والستين عاماً فما فوق. يوجد لكل 100 أنثى 86.5 ذكر، ويوجد لكل 100 أنثى في الثامنة عشر من عمرها فما فوق 81.5 ذكر.

### تعداد عام 2010
بلغ عدد سكان لا فيريا 7,302 نسمة بحسب تعداد عام 2010، وبلغ عدد الأسر 2,396 أسرة وعدد العائلات 1,811 عائلة مقيمة في المدينة. في حين سجلت الكثافة السكانية 640.5 نسمة لكل كيلومتر مربع (1,658.9/ميل2). وبلغ عدد الوحدات السكنية 2,867 وحدة بمتوسط كثافة قدره 251.5 لكل كيلومتر مربع (651.4/ميل2).
وتوزع التركيب العرقي للمدينة بنسبة 89.82% من البيض و0.27% من الأمريكيين الأفارقة و0.33% من الأمريكيين الأصليين و0.34% من الأمريكيين ذوي الأصول الآسيوية و7.74% من الأعراق الأخرى و1.49% من عرقين مختلطين أو أكثر و84.96% من الهسبانيون أو اللاتينيون من أي عرق.
بلغ عدد الأسر 2,396 أسرة كانت نسبة 42.5% منها لديها أطفال تحت سن الثامنة عشر تعيش معهم، وبلغت نسبة الأزواج القاطنين مع بعضهم البعض 51% من أصل المجموع الكلي للأسر، ونسبة 19.9% من الأسر كان لديها معيلات من الإناث دون وجود شريك، بينما كانت نسبة 4.7% من الأسر لديها معيلون من الذكور دون وجود شريكة وكانت نسبة 24.4% من غير العائلات. تألفت نسبة 21.5% من أصل جميع الأسر من عدة أفراد يعيشون في نفس المنزل ونسبة 12.6% كانت تتألف من شخص يعيش بمفرده يبلغ من العمر 65 عاماً أو أكثر. وبلغ متوسط حجم الأسرة المعيشية 3.05، أما متوسط حجم العائلات فبلغ 3.58.
بلغ العمر الوسطي للسكان 33.6 عاماً. وكانت نسبة 30.9% من القاطنين تحت سن الثامنة عشر، وكانت نسبة 9.3% بين الثامنة عشر والرابعة والعشرين عاماً، ونسبة 22.7% كانت واقعةً في الفئة العمرية ما بين الخامسة والعشرين والرابعة والأربعين عاماً، ونسبة 21.1% كانت ما بين الخامسة والأربعين والرابعة والستين، ونسبة 16.1% كانت ضمن فئة الخامسة والستين عاماً فما فوق. وتوزع التركيب الجنسي للسكان بنسبة 47.2% ذكور و52.8% إناث.

## وصلات خارجية
- http://www.cityoflaferia.com/
- The US50 - Cities and Towns in Texas State